# Felinów (Lublin)
Pour les articles homonymes, voir Felinów.
Felinów (prononciation : [fɛˈlinuf]) est un village polonais de la gmina de Modliborzyce dans le powiat de Janów Lubelski de la voïvodie de Lublin dans l'est de la Pologne.
Il se situe à environ 5 kilomètres au nord-ouest de Modliborzyce (siège de la gmina), 12 kilomètres au nord-ouest de Janów Lubelski (siège du powiat) et 56 kilomètres au sud de Lublin (capitale de la voïvodie).
Le village comptait approximativement une population de 145 habitants en 2015.

## Histoire
De 1975 à 1998, le village est attaché administrativement à la voïvodie de Tarnobrzeg.

Depuis 1999, il fait partie de la voïvodie de Lublin.